# Преди потопа
„Преди потопа“ (оригинално заглавие на английски: Before the Flood) е документален филм от 2016 за климатичните промени на режисьора Фишър Стивънс.
Филмът е продуциран като съвместна работа на Фишър Стивънс, Леонардо ди Каприо, Джеймс Пакър, Брет Ратнър, Тревър Давидоски, и Дженифър Дависън Килоран. Изпълнителен продуцент е Мартин Скорсезе.

## Саундтрак
Саундтракът на филма е написан и изпълнен от Могуай, Трент Резнър, Атикус Рос и Густаво Сантаолайа.